# Mettenberg (Nederland)
De Mettenberg is een heuvel in de Nederlandse gemeente Eijsden-Margraten. De heuvel ligt ten zuidoosten van Bemelen en ten noordoosten van Sint Antoniusbank. Aan de noordzijde van de Mettenberg gaat de heuvel over in de Krekelberg. Deze heuvels liggen aan de westelijke rand van het Plateau van Margraten in de overgang naar het Maasdal. Ter plaatse duikt het plateau een aantal meters steil naar beneden. De heuvel ligt aan de rand van dit plateau op de plaats waar twee droogdalen vlakbij elkaar in het Maasdal uitmonden. Ten noorden van de Mettenberg is dat het droogdal Koelbosgrub en ten zuidwesten het droogdal Sibbersloot.
Op de westelijke en zuidwestelijke helling van de Mettenberg ligt een hellingbos, het Bemelerbos.
De heuvel ligt in het gebied van Bemelerberg & Schiepersberg.

## Groeves
Aan de randen van de heuvel bevinden zich verschillende groeves:
- Bemelerbosgroeve I aan de noordelijke rand
- Bemelerbosgroeve II aan de noordwestelijke rand
- Bemelerbosgroeve III aan de noordelijke rand
- Mettenberggroeve I
- Mettenberggroeve II
- Mettenberggroeve III
- Mettenberggroeve IV
- Mettenberggroeve V

Ook is er in de Mettenberg een Mariagrot uitgehouwen.